# Wairua (rivière)

La  rivière Wairua  (en anglais : Wairua River) est un cours d’eau de l’Île du Nord  de la Nouvelle-Zélande.

## Géographie
C’est un affluent de la rivière Wairoa, qui coule vers le sud-ouest à partir de la ville de Hikurangi pour rencontrer cette rivière à l’ouest de la ville de Maungatapere.